# Ingrid Sischy
Ingrid Sischy (Johannesburgo, 2 de marzo de 1952-Nueva York, 24 de julio de 2015) fue una editora, periodista y crítica de arte sudafricana.  

## Biografía
Dedicada al periodismo de moda trabajo en medios como The New Yorker, Interview o Vanity Fair. Entrevistó a personalidades como  Naomi Watts, Madonna, Jeff Koons, Alexander McQueen o Salma Hayek. Tuvo la exclusiva primera entrevista a John Galliano tras ser expulsado de Dior.
Sischy compartía su vida con la directora ejecutiva y editora de Interview Sandra Brant.
Falleció 24 de julio de 2015 a los 63 años, de cáncer de mama en Nueva York.